# Hendrickje Stoffels

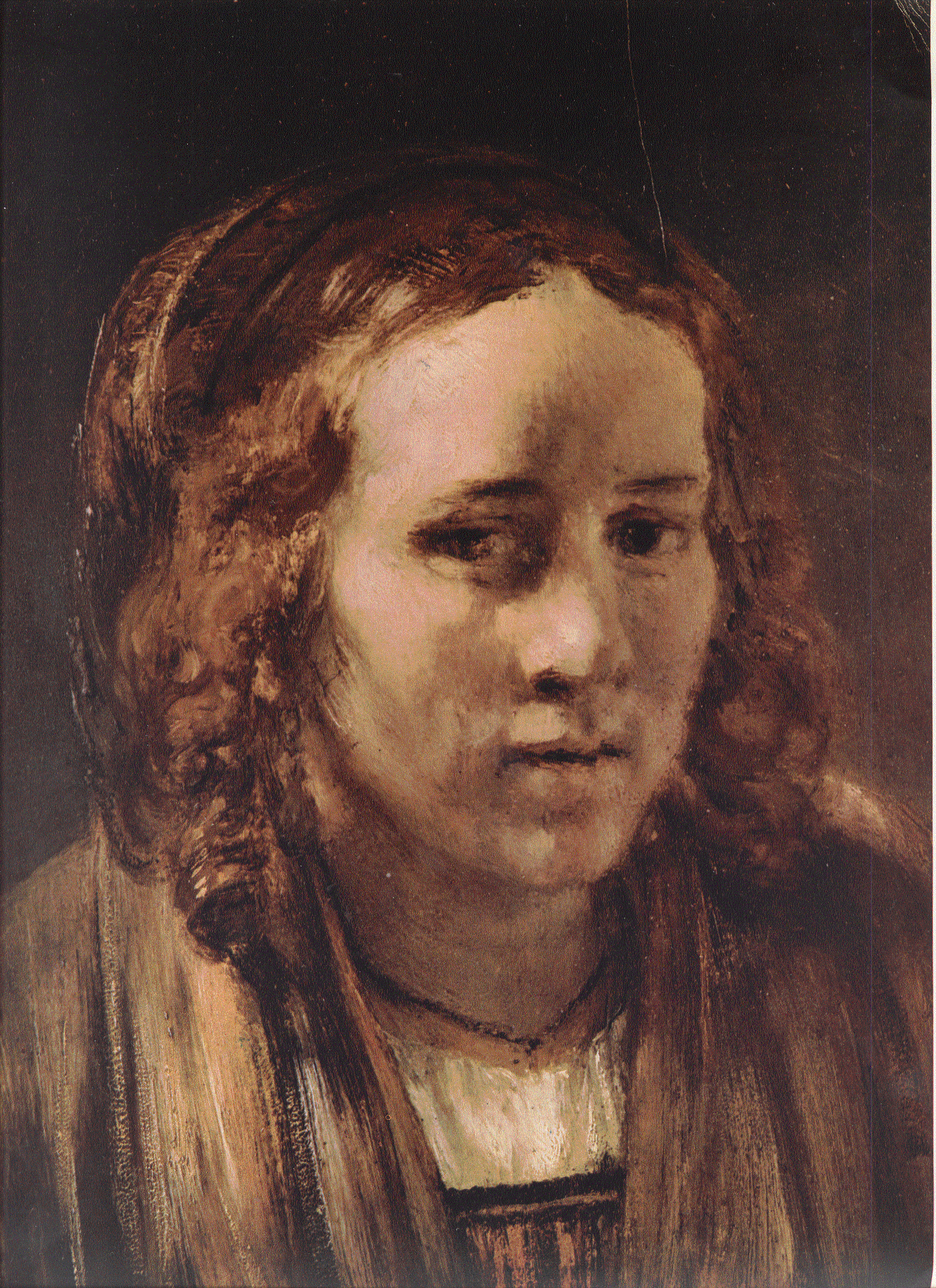
Hendrickje Stoffels

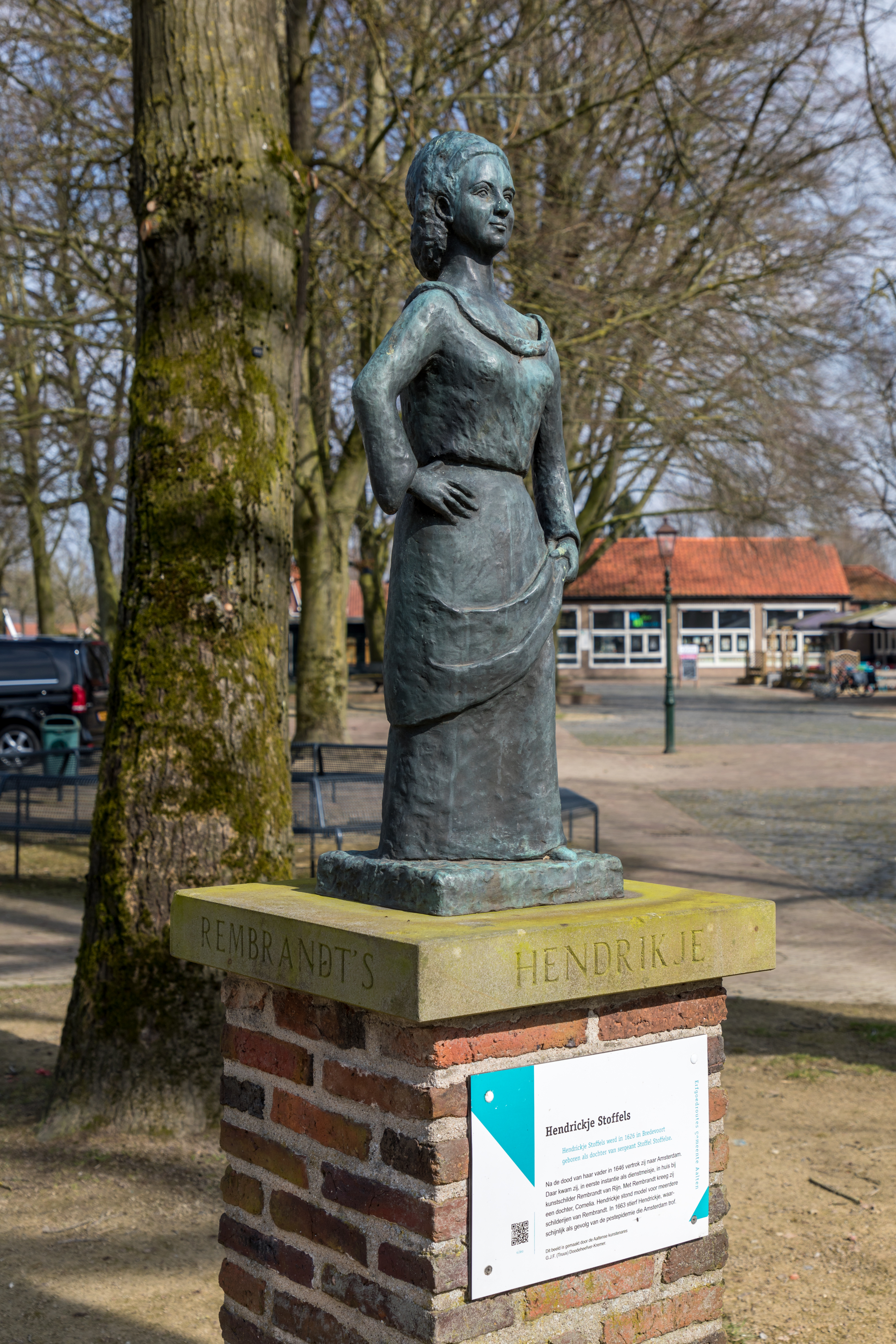
Standbild von Hendrickje Stoffels (Bredevoort)

Hendrickje Stoffels (* 1626 vermutlich in Ramsdorf; † Juli 1663 in Amsterdam) war die Haushälterin und spätere Lebensgefährtin des bekannten niederländischen Barock-Malers Rembrandt.

## Leben
Hendrickje Stoffels wurde 1626 in Ramsdorf als Tochter von Stoffel Stoffelse, auch Jegers/Jaegher genannt († 1646), und Mechteld Lamberts († ca. 1661) in eine Soldatenfamilie geboren. Das Ehepaar hatte noch fünf weitere Kinder und siedelt nach Bredevoort um, wo die väterliche Garnison stationiert ist.
Nach dem Tod des Vaters heiratete die Mutter erneut. Hendrickje Stoffels ging 1647 oder 1648 nach Amsterdam. Sie wurde die Haushälterin Rembrandts in der Sint-Anthonisbreestraat (heute Jodenbreestraat), später seine Lebensgefährtin und Mutter einer gemeinsamen Tochter. Nachdem 1650 Geertje Dircx (1610/15–ca. 1656), die Amme von Rembrandts Sohn Titus, den Haushalt verlassen musste, wurde Hendrickje Titus’ Ziehmutter.
Im Jahre 1654 wurde Hendrickje Stoffels mehrfach vor den Rat der Reformierten Kirche geladen und der Hurerei angeklagt, da sie von Rembrandt ein Kind erwarte, ohne mit ihm verheiratet zu sein. Im selben Jahr fand die Taufe der neugeborenen Tochter Cornelia (1654–1684) in der Oude Kerk statt.
Rembrandt konnte die Raten für das Haus nicht mehr aufbringen und meldete 1656 Konkurs an. Die Wertsachen wurden inventarisiert und zusammen mit dem Haus versteigert. Die Familie zog kurz darauf in die Rozengracht um. 1660 gründeten Hendrickje und Titus eine Kunsthandlung, die auf die Werke Rembrandts spezialisiert war. Rembrandt selbst wurde als Angestellter geführt, damit die Einkünfte durch den Verkauf der Werke nicht an die Gläubiger des Malers weitergegeben werden mussten. Nach der Gründung dieser Firma stellte Rembrandt auffällig viele Gemälde fertig.
Hendrickje Stoffels starb 1663 vermutlich an der Pest und wurde in der Westerkerk in Amsterdam beigesetzt. Ein Jahr später bezeichnete Rembrandt sie in einem Dokument als seine „selige Ehefrau“. Dies deutet darauf hin, dass er sie als seine De-facto-Ehefrau betrachtete, auch wenn sie offiziell nicht verheiratet waren. Umgekehrt hatte auch sie sich 1661 als seine Ehefrau bezeichnet.
Wie auch Rembrandts Frau Saskia van Uylenburgh und Geertje Dircx stand Hendrickje Stoffels dem Maler für zahlreiche Werke Modell. In manchen kann sie aber nicht eindeutig identifiziert werden.
- Bildnis der Hendrikje Stoffels. München, Bayerische Staatsgemäldesammlungen, Alte Pinakothek
- Hendrickje Stoffels im Bett. Edinburgh, National Gallery of Scotland
- Junges Mädchen am Fenster. (1651), Stockholm, Nationalmuseum
- Hendrickje badet am Fluß. (1654), London, National Gallery
- Hendrickje als Flora. (1654), New York, Metropolitan Museum of Art
- Junge Frau mit Ohrringen. (1654), St. Petersburg, Hermitage
- Junge Frau an geöffneter Obertür (Hendrickje Stoffels?). um 1656/1657, Berlin, Staatliche Museen zu Berlin – Preußischer Kulturbesitz, Gemäldegalerie
- Bildnis der Hendrickje Stoffels. (1655), Paris, Louvre
- Halbfigur einer jungen Frau („Hendrickje Stoffels“), ca. 1660 – 1679,  Frankfurt am Main, Städel Museum

## Bedeutung für Rembrandt
Ihr Biograf Christoph Driessen urteilt, sie habe Rembrandt nach dessen Bankrott „vor dem völligen Absturz bewahrt“. Driessen zufolge zeichnete sich Hendrickje durch eine „bemerkenswerte Auffassungsgabe“ aus: „Sie begann bei Rembrandt als Dienstmädchen und starb als seine formelle Arbeitgeberin.“